# Austrocarea millsi
Austrocarea millsi är en fjärilsart som beskrevs av Holloway 1977. Austrocarea millsi ingår i släktet Austrocarea och familjen trågspinnare. Inga underarter finns listade i Catalogue of Life.